# 崇福寺 (刈谷市)
崇福寺（そうふくじ）は、愛知県刈谷市高松町4丁目62にある浄土宗西山深草派の寺院である。

## 概要
山号は大岡山。本尊は伽羅香木阿弥陀如来立像。
かつては三河碧海郡元刈谷村に含まれていた。元刈谷村にある7寺院のうち6寺院は大浜街道よりも西にあるが、崇福寺のみは大浜街道よりも東にある。

## 歴史
前身は三河碧海郡上重原村にあった山岡山蔵福寺であり、蔵福寺は平安時代初期に慈覚大師円仁によって開創されたと伝わる。戦国時代には蔵福寺が戦火で焼失し、以後は再建されなかった。蔵福寺の跡地は愛知県知立建築事務所付近であり、知立市上重原町蔵福寺という地名が残っている。
江戸時代の享保年間、碧海郡刈谷町で酒造業を営んでいた大岡栄純が蔵福寺の再建を決意した。大岡は自前の江戸廻船を所有していた商人であり、三州下り酒の交易で大きな利潤を得ていた。享保4年（1719年）10月1日、大岡は刈谷藩藩主の三浦明敬に蔵福寺再建の許可を願い出て、かつて蔵福寺があった上重原村の了解も得たうえで、大岡家の土地や酒蔵があった元刈谷村深見に諸堂を建立した。大岡は知恩寺から譲り受けた阿弥陀如来立像を安置し、3年後に寺号を大岡山崇福寺に改めた。
安政元年（1854年）11月4日、東海地方を襲った安政東海地震によって崇福寺の本堂が倒壊した。すでに大岡家は没落していたため、建物の修復はままならなかった。1883年（明治16年）、第14代禀空和尚によって現在の本堂が再建された。

## 文化財

### 愛知県指定文化財
- 「伽羅香木阿弥陀如来立像」 - 1955年（昭和30年）指定。96.6センチ。一木造の漆箔像[1]。衣のひだに翻波式衣文が施されている[1]。寺伝によると伽羅香木の檀像であるが、実際には針葉樹が用いられている[2]。鎌倉時代の作と推定されているが[2]、寺伝では840年（承和7年）頃に唐から伝来したと伝わる[1]。

### 刈谷市指定文化財
- 「木造阿弥陀如来坐像」 - 1998年（平成12年）指定。52.1センチ。13世紀前半の作[2]。

## 現地情報
所在地
- 448-0853：愛知県刈谷市高松町4丁目62

交通アクセス
- JR東海道本線 刈谷駅または名鉄三河線 刈谷市駅から徒歩。